# Bastusjön (Viksjö socken, Ångermanland)
Bastusjön är en sjö i Härnösands kommun och Sollefteå kommun i Ångermanland och ingår i Indalsälvens huvudavrinningsområde. Sjön är 29,5 meter djup, har en yta på 1,3 kvadratkilometer och är belägen 233,4 meter över havet. Sjön avvattnas av vattendraget Hornsjöbäcken. Vid provfiske har bland annat abborre, gers, gädda och lake fångats i sjön.

## Delavrinningsområde
Bastusjön ingår i det delavrinningsområde (697702-157288) som SMHI kallar för Utloppet av Bastusjön. Medelhöjden är 311 meter över havet och ytan är 18,56 kvadratkilometer. Det finns inga avrinningsområden uppströms utan avrinningsområdet är högsta punkten. Hornsjöbäcken som avvattnar avrinningsområdet har biflödesordning 4, vilket innebär att vattnet flödar genom totalt 4 vattendrag innan det når havet efter 63 kilometer. Avrinningsområdet består mestadels av skog (82 procent). Avrinningsområdet har 1,36 kvadratkilometer vattenytor vilket ger det en sjöprocent på 7,3 procent.

## Fisk
Vid provfiske har följande fisk fångats i sjön:
- Abborre
- Gärs
- Gädda
- Lake
- Mört
- Nors